# Coupe de Suisse de football 2002-2003
 (septembre 2013).
Si vous disposez d'ouvrages ou d'articles de référence ou si vous connaissez des sites web de qualité traitant du thème abordé ici, merci de compléter l'article en donnant les références utiles à sa vérifiabilité et en les liant à la section « Notes et références ».
Navigation
Édition précédente Édition suivante
La 78e coupe de Suisse dure du 9 août 2002 et s'est achevée le 11 mai 2003 avec la victoire du FC Bâle.

## Résultats

### 32ede finale
Les 32e de finale se disputent du 9 au 23 octobre 2002.
T = Tenant du titre
| Équipe 1             | Résultat             | Équipe 2           |
| -------------------- | -------------------- | ------------------ |
| 9 octobre 2002       |                      |                    |
| SC Buochs (en)       | 4 – 3                | FC Lucerne M21     |
| 10 octobre 2002      |                      |                    |
| Étoile Carouge FC    | 1 – 2                | Yverdon-Sport FC   |
| 11 octobre 2002      |                      |                    |
| CS Chênois           | 3 – 0                | FC Stade Nyonnais  |
| 12 octobre 2002      |                      |                    |
| FC La Chaux-de-Fonds | 5 - 3 tab (1 – 1 ap) | FC Baulmes         |
| FC Bâle M21          | 3 – 0                | FC Lausanne-Sport  |
| SC YF Juventus       | 8 - 9 tab (3 – 3 ap) | FC Baden           |
| FC Zurich M21        | 4 - 2 tab (2 – 2 ap) | FC Winterthour     |
| FC Coire 97          | 3 – 2 ap             | FC Wohlen          |
| FC Schötz (en)       | 0 – 2                | FC Schaffhouse     |
| FC Chiasso           | 5 – 1                | FC Saint-Gall M21  |
| 13 octobre 2002      |                      |                    |
| SV Muttenz (en)      | 0 – 1                | FC Concordia Bâle  |
| FC Martigny-Sports   | 0 - 1                | FC Sion            |
| FC Dürrenast (en)    | 0 – 3                | FC Naters          |
| FC Soleure           | 5 - 4 tab (0 – 0 ap) | FC Échallens       |
| FC Breitenbach       | 0 – 5                | BSC Young Boys M21 |
| FC Münsingen         | 4 - 3 tab (1 – 1 ap) | Meyrin FC          |
| SC Cham              | 1 – 3                | SC Kriens          |
| FC St-Margrethen     | 1 – 3 ap             | AC Bellinzone      |
| 23 octobre 2002      |                      |                    |
| FC Altstetten ZH     | 0 – 4                | FC Lugano          |
| FC Aarau M21         | 0 – 2                | GC Zurich M21      |

### 16ede finale
Les 16e de finale ont eu lieu du 9 novembre 2002 au 22 février 2003.
T = Tenant du titre
| Équipe 1             | Résultat             | Équipe 2        |
| -------------------- | -------------------- | --------------- |
| 9 novembre 2002      |                      |                 |
| BSC Young Boys M21   | 0 – 2                | SR Delémont     |
| FC Zurich M21        | 0 – 2                | FC Lucerne      |
| FC Bâle M21          | 0 – 2                | Neuchâtel Xamax |
| AC Bellinzone        | 1 - 6                | GC Zurich       |
| 20 novembre 2002     |                      |                 |
| GC Zurich M21        | 2 – 3                | SC Kriens       |
| FC Chiasso           | 1 – 3                | FC Lugano       |
| FC Naters            | 3 – 1                | FC Münsingen    |
| FC Concordia Bâle    | 0 – 4                | Servette FC     |
| FC Soleure           | 1 – 2                | BSC Young Boys  |
| FC Schaffhouse       | 2 – 1                | FC Zurich       |
| FC Coire 97          | 0 – 2                | FC Saint-Gall   |
| FC Baden             | 2 – 0                | FC Aarau        |
| SC Buochs (en)       | 1 - 3 tab (0 – 0 ap) | FC Wil 1900     |
| CS Chênois           | 0 – 1                | FC Thoune       |
| 4 décembre 2002      |                      |                 |
| FC La Chaux-de-Fonds | 1 - 0                | FC Sion         |
| 22 février 2003      |                      |                 |
| Yverdon-Sport FC     | 0 – 3                | FC Bâle T       |

### 8ede finale
Les 8e de finale ont lieu du 23 février 2003 au 4 mars 2003.
T = Tenant du titre
| Équipe 1             | Résultat | Équipe 2                |
| -------------------- | -------- | ----------------------- |
| 23 février 2003      |          |                         |
| FC Naters            | 0 – 4    | FC Saint-Gall           |
| FC Baden             | 0 - 2    | FC Lucerne              |
| SC Kriens            | 1 – 2 ap | FC Wil 1900             |
| FC Lugano            | 0 - 2    | Grasshopper Club Zurich |
| BSC Young Boys       | 1 - 0    | SR Delémont             |
| FC Schaffhouse       | 3 - 1 ap | FC Thoune               |
| FC La Chaux-de-Fonds | 0 - 2    | Neuchâtel Xamax         |
| 4 mars 2003          |          |                         |
| FC Bâle T            | 2 - 0    | Servette FC             |

### Quarts de finale
Les quarts de finale ont eu lieu le 26 et 30 mars 2003.
T = Tenant du titre
| Équipe 1       | Résultat | Équipe 2                |
| -------------- | -------- | ----------------------- |
| 26 mars 2003   |          |                         |
| FC Wil 1900    | 0 – 4    | Neuchâtel Xamax         |
| FC Lucerne     | 1 - 2    | Grasshopper Club Zurich |
| BSC Young Boys | 3 – 4 ap | FC Bâle T               |
| 30 mars 2003   |          |                         |
| FC Schaffhouse | 1 - 0    | FC Saint-Gall           |

### Demi-finales
| 15 avril 2003                   | FC Bâle                      | 3 – 0              | FC Schaffhouse | Parc Saint-Jacques, Bâle                   |                                            |
|                                 | Esposito 26e 90+2e · Tum 90e | (1 - 0)            |                | Spectateurs : 29 600 Arbitrage : Reto Rutz | Spectateurs : 29 600 Arbitrage : Reto Rutz |
| Chipperfield 66e · Esposito 72e | Rapport                      | 18e Leu · 23e Fehr |                | Spectateurs : 29 600 Arbitrage : Reto Rutz | Spectateurs : 29 600 Arbitrage : Reto Rutz |

| 16 avril 2003                                                                   | Neuchâtel Xamax | 2 – 2 (9-8 tab)                                                                          | Grasshopper Club Zurich   | Stade de la Maladière, Neuchâtel              |                                               |
|                                                                                 | Rey 52e 64e     | (0 - 2)                                                                                  | 1re Baturina · 45e Petrić | Spectateurs : 7 600 Arbitrage : Dieter Schoch | Spectateurs : 7 600 Arbitrage : Dieter Schoch |
| M'Futi 23e · von Bergen 28e · Buess 49e · Sanou 66e · Valente 105e              | Rapport         | 39e Eduardo · 51e Petrić · 91e Baturina · 118e Spycher ·                                 |                           | Spectateurs : 7 600 Arbitrage : Dieter Schoch | Spectateurs : 7 600 Arbitrage : Dieter Schoch |
| D'Amico · Barea · Sanou · Leandro · Simo · Portillo · Oppliger · Buess · M'Futi | Tirs au but 9-8 | Gamboa · Cabanas · Schwegler · Núñez · Baturina · Eduardo · Castillo · Digenti · Spycher |                           | Spectateurs : 7 600 Arbitrage : Dieter Schoch | Spectateurs : 7 600 Arbitrage : Dieter Schoch |

### Finale
| 11 mai 2003 | FC Bâle                                                                    | 6 – 0                   | Neuchâtel Xamax | Parc Saint-Jacques, Bâle                           |                                                    |
|             | Huggel 13e · Giménez 35e 43e · M. Yakın 65e · Smiljanić 77e · Barberis 83e | (3 - 0)                 |                 | Spectateurs : 31 500 Arbitrage : René Rogalla (de) | Spectateurs : 31 500 Arbitrage : René Rogalla (de) |
|             | Rapport                                                                    | 56e Leandro · 87e Buess |                 | Spectateurs : 31 500 Arbitrage : René Rogalla (de) | Spectateurs : 31 500 Arbitrage : René Rogalla (de) |